# Mulhausen
Pour les articles homonymes, voir Mulhouse (homonymie).
Mulhausen (prononcé [mylauzən] ; Mièlhuuse en alsacien) est une commune française située dans la circonscription administrative du Bas-Rhin et, depuis le 1er janvier 2021, dans le territoire de la Collectivité européenne d'Alsace, en région Grand Est.
Cette commune se trouve dans la région historique et culturelle d'Alsace.

## Géographie

### Localisation
Le village de Mulhausen s'étire pour l'essentiel de son espace bâti selon une direction sud-est - nord-ouest le long de la route D 326 (de Pfaffenhoffen à Rothbach) sur la rive droite du Rothbach, même si les rues du carrefour principal autour de l'église s'organisent en étoile en direction des communes voisines. Uhrwiller vers l'est, Bischholtz vers le nord et Schillersdorf vers le sud-ouest.

Le piémont des Vosges du Nord est distant de 3,5 km, Pfaffenhoffen de 6,5 km et Ingwiller de 6 km. Mulhausen est l'une des 23 communes du pays de Hanau, la limite de son finage avec celui d'Uhrwiller et d'Offwiller marque également la frontière du canton avec celui de Niederbronn-les-Bains.
Les 400 hectares du ban communal se répartissent de part et d'autre du Rothbach. Les habitations se regroupent sur la rive droite (190 mètres d'altitude à l'église), les prairies forment le reste (180 mètres d'altitude). Le Schillersdorfer Weg culmine à 220 m, l'altitude grimpe à 230 m vers Bischholtz. La Erzgrube est à 210 m, le Deytenholz à 220 m, le Galienberg (piste de luge en hiver) à 230 m.

### Communes limitrophes
|               | Offwiller  |           |
| Bischholtz    | Muhlhausen |           |
| Schillersdorf |            | Uhrwiller |

### Sismicité
Commune située dans une zone 3 de sismicité modérée.

### Géologie et relief
Hydrogéologie et climatologie
Système d’information pour la gestion des eaux souterraines du bassin Rhin-Meuse]
Territoire communal : Occupation du sol (Corinne Land Cover); Cours d'eau (BD Carthage),
Géologie : Carte géologique; Coupes géologiques et techniques,
Hydrogéologie : Masses d'eau souterraine; BD Lisa; Cartes piézométriques.

### Hydrographie

#### Réseau hydrographique
La commune est dans le bassin versant du Rhin au sein du bassin Rhin-Meuse. Elle est drainée par le ruisseau le Rothbach et le ruisseau le Weihergraben,.
Le Rothbach, d'une longueur de 23 km, prend sa source dans la commune de Reipertswiller et se jette  dans la Moder à Val-de-Moder, après avoir traversé neuf communes. 

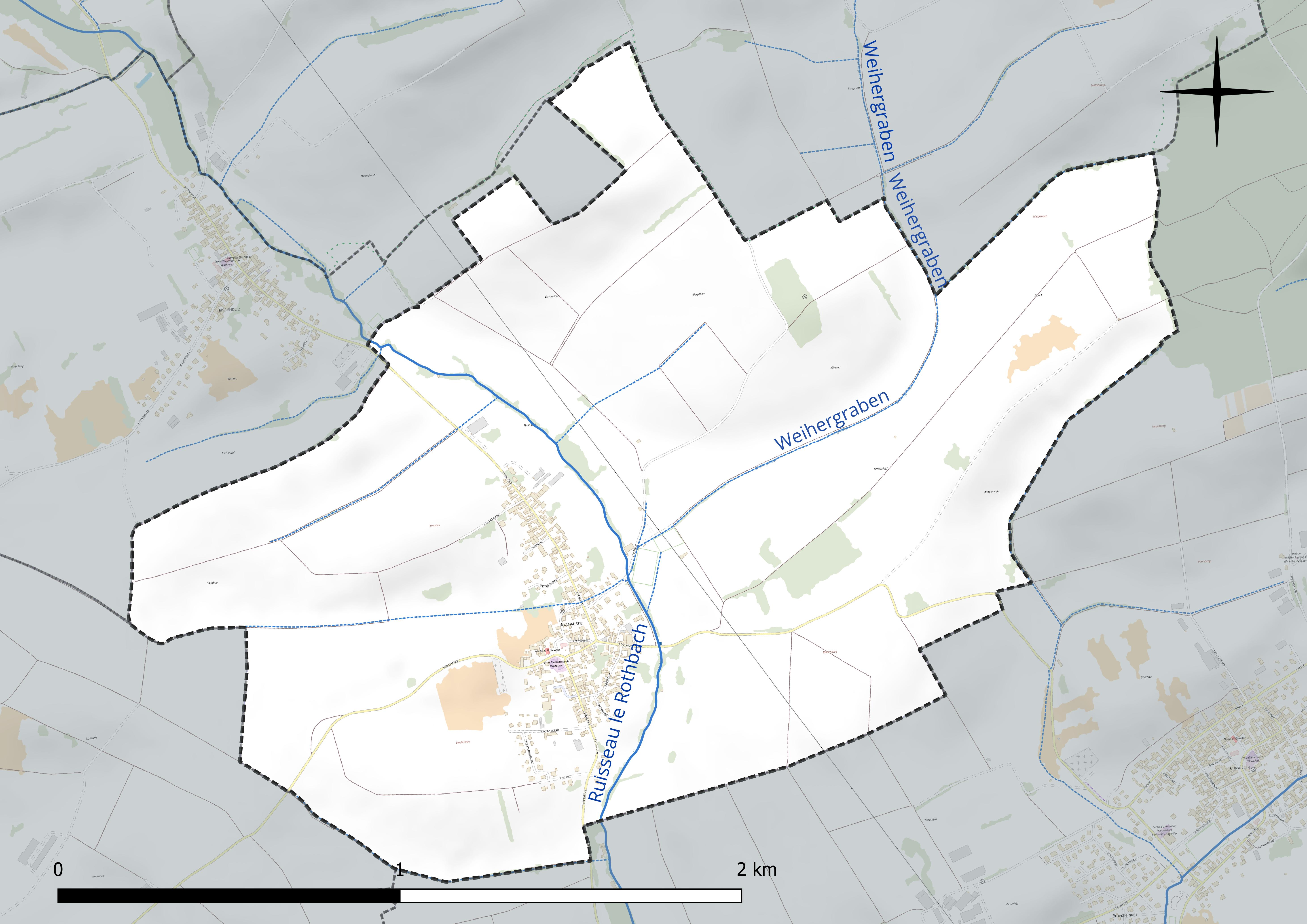
Réseau hydrographique de Mulhausen.

#### Gestion et qualité des eaux
Le territoire communal est couvert par le schéma d'aménagement et de gestion des eaux (SAGE) « Moder ». Ce document de planification concerne le bassin versant de la Moder dont le territoire s'étend sur 1 720 km2. Le périmètre a été arrêté le 25 janvier 2006. La commission locale de l'eau a été créée le 12 juillet 2007, puis modifiée le 14 décembre 2021. La structure porteuse de l'élaboration et de la mise en œuvre est le Syndicat des eaux et de l’assainissement Alsace-Moselle (SDEA). 
La qualité des cours d’eau peut être consultée sur un site dédié géré par les agences de l’eau et l’Agence française pour la biodiversité. 

### Climat
Pour des articles plus généraux, voir Climat du Grand Est et Climat du Bas-Rhin.
En 2010, le climat de la commune est de type climat des marges montargnardes, selon une étude du Centre national de la recherche scientifique s'appuyant sur une série de données couvrant la période 1971-2000. En 2020, Météo-France publie une typologie des climats de la France métropolitaine dans laquelle la commune est exposée à un climat semi-continental et est dans la région climatique  Vosges, caractérisée par une pluviométrie très élevée (1 500 à 2 000 mm/an) en toutes saisons et un hiver rude (moins de 1 °C). 
Pour la période 1971-2000, la température annuelle moyenne est de 10,5 °C, avec une amplitude thermique annuelle de 17,6 °C. Le cumul annuel moyen de précipitations est de 798 mm, avec 10,8 jours de précipitations en janvier et 10,2 jours en juillet. Pour la période 1991-2020, la température moyenne annuelle observée sur la station météorologique de Météo-France la plus proche, « Uhrwiller_sapc », sur la commune de Uhrwiller à 2 km à vol d'oiseau, est de 10,9 °C et le cumul annuel moyen de précipitations est de 740,0 mm. 
La température maximale relevée sur cette station est de 38,7 °C, atteinte le 7 août 2015 ; la température minimale est de −18 °C, atteinte le 20 décembre 2009,,. 
Les paramètres climatiques de la commune ont été estimés pour le milieu du siècle (2041-2070) selon différents scénarios d'émission de gaz à effet de serre à partir des nouvelles projections climatiques de référence DRIAS-2020. Ils sont consultables sur un site dédié publié par Météo-France en novembre 2022.

## Urbanisme

### Typologie
Au 1er janvier 2024, Mulhausen est catégorisée commune rurale à habitat dispersé, selon la nouvelle grille communale de densité à sept niveaux définie par l'Insee en 2022.
Elle est située hors unité urbaine et hors attraction des villes,.

### Occupation des sols
L'occupation des sols de la commune, telle qu'elle ressort de la base de données européenne d’occupation biophysique des sols Corine Land Cover (CLC), est marquée par l'importance des territoires agricoles (93,1 % en 2018), une proportion identique à celle de 1990 (93,1 %). La répartition détaillée en 2018 est la suivante : terres arables (69,9 %), prairies (23,2 %), zones urbanisées (6,8 %), forêts (0,1 %). L'évolution de l’occupation des sols de la commune et de ses infrastructures peut être observée sur les différentes représentations cartographiques du territoire : la carte de Cassini (XVIIIe siècle), la carte d'état-major (1820-1866) et les cartes ou photos aériennes de l'IGN pour la période actuelle (1950 à aujourd'hui).

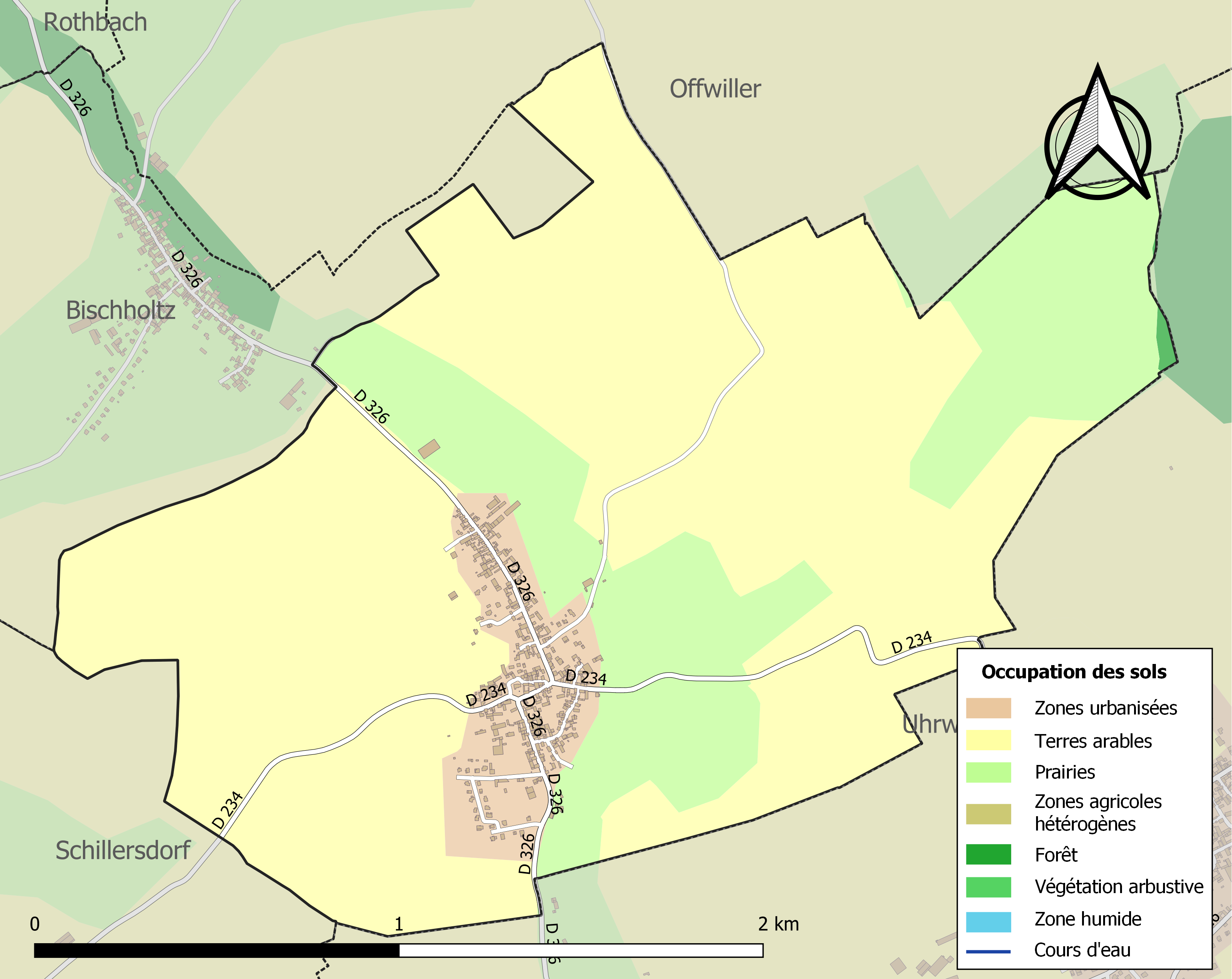
Carte des infrastructures et de l'occupation des sols de la commune en 2018 (CLC).

## Toponymie
Le nom vient de deux termes allemands : « die Mühle », à savoir « moulin » et « das Haus », à savoir « maison, demeure ».
En moyen haut-allemand, le pluriel en est « Husen » tandis que, en allemand contemporain, cela donne plutôt « Hausen ». On retrouve les différentes formes en Alsace, en plus des formes ayant résulté des différents processus de francisation : « House » ou « Hause ».
Le village s'appelle donc tout simplement « maisons du moulin », au pluriel.

## Histoire

### Origine
Mulhausen a successivement fait partie de la Gaule celtique, puis de la province romaine de la Germanie supérieure, de l'évêché de Strasbourg, du landgraviat de Basse-Alsace et enfin du département du Bas-Rhin. Pourtant, il est délicat de déterminer les véritables origines du village. De la période celte il n'y a que peu de traces. On trouve dans la forêt de Rothbach les vestiges d'un mur païen datant vraisemblablement de la même époque que celui, plus connu, du Mont Sainte-Odile. De nombreuses pistes romaines sillonnaient l'Alsace. Celle reliant Saverne à Niederbronn-les-Bains passait non loin du village.
En 884, le village est cité pour la première fois sous le nom de Munilhusen (ou Munichhusen) dans un écrit du roi de France, Charles III le Gros. Le village est alors placé sous tutelle de l'abbaye de Honau. La petite localité change souvent de dénomination. Ainsi, en 1004, l'évêque de Strasbourg, Weinher appelle le village Muhenhusen. Plus tard, ce sont les comtes de Hanau-Lichtenberg qui prendront possession de la région. Dans un premier temps, les deux tiers du village relèvent de l'évêque de Strasbourg et le restant, où se trouve le château, de la famille De Lichtenberg. L'église est construite au XIIIe siècle. Au XIVe siècle, les deux parties reviennent aux seigneurs de Waltenheim : Huguelin de Mulhausen qui vécut jusqu'en 1370 et Henri de Mulhausen qui mourut en 1414. De 1414 à 1507, Mulhausen est à nouveau divisé en deux parties et appartient aux seigneurs d'Uttweiler.

### Des seigneurs de Rothenbourg à la Révolution française
À partir de 1527, les puissants comtes Blicker de Rothenbourg, dont les origines remontent au début du XIIe siècle en Haute-Alsace et en Suisse, s'installent à Mulhausen, dans le château qui prendra leur nom (également nommé « Schlossgarden »), château à ne pas confondre avec le château de Rothenbourg se trouvant non loin de là, à Phillipsbourg (Moselle). C'est lors des baptêmes et des grandes fêtes que s'y rendent et s'y côtoient de grands et petits seigneurs d'Alsace, de Lorraine, du Palatinat, etc. L'influence des Rothenburg, Seigneurs protestants depuis le XVe siècle, s'étant solidement établie en Alsace du Nord depuis le début du XIVe siècle. Engendrant des administrateurs très entreprenants, ils exercent d'importantes fonctions pour le comté de Hanau-Lichtenberg ou à la ville de Strasbourg. Un Rothenbourg illustre parmi les autres, est Phillip Heinrich Ier, né en 1617 au château de Mulhausen, soldat du régiment de l’Électeur Palatin, prisonnier des Turcs, puis engagé avec les troupes françaises durant les guerres d'Espagne, il est finalement de retour à Mulhausen âgé de près de 50 ans, confirmé seigneur de Mulhausen, il repart 8 ans en campagne et revient à 65 ans, conçoit 5 enfants avec son épouse : Loÿsia Catharina née en 1676, Philippe Heinrich, né en 1678, Ludwig Wilhelm, (1680-1743), Maria Elisabetha née en 1682, Maria Elisabetha, née en 1686, Maria Magdalena Ursula  von Eysingen, puis meurt à 88 ans, en 1705 (selon les registres paroissiaux de la chapelle castrale de Mulhausen). Si l'histoire de la dynastie Rothenburg est tout à fait considérable, notamment en termes de legs physiques, il ne reste pratiquement plus le moindre signe de cet édifice de taille honorable (hormis un antédiluvien portail de grès, toujours en place), détruit dans les sombres circonstances de l'année de terreur 1793. Par temps de guerre, les châtelains utilisent un couloir souterrain pour se rendre à l'église.
 Pleickart de Rothenburg est investi des deux fiefs qui composent le village en 1634.
La guerre de Trente Ans fait des ravages dans la population. La province d'Alsace se reconstruit doucement, l'état royal français maintient les libéralités des états et des républiques d'Alsace et celles des communautés religieuses, même s'il favorise naturellement l’Église catholique. En 1749, déjà réduite, la glorieuse lignée des seigneurs de Rothenbourg s'éteint dans le petit village de Mulhausen. Dans le chœur de l'église sont enterrés les comtes de cette illustre famille.
Les Gail, installés depuis peu en Alsace (depuis 1617 à Saverne, Molsheim, Strasbourg et Obernai, où ils détiennent à partir de 1620 les fiefs impériaux de Moersperghof et de Königsfeld), sont des catholiques originaires de la noblesse de Cologne, où le comte palatin Andreas de Gail est l'un des conseillers diplomatiques de l'empereur Germanique Maximilien II de Habsbourg. Juriste éminent ayant étudié dans de nombreuses universités européennes (Orléans, Louvain, Bologne) et pratiquant couramment plusieurs langues, il est chargé de missions diplomatiques délicates à Cologne, au Vatican où il plaide en latin devant le Pape ou encore en France : en novembre 1570, il escorte la fille de l'Empereur, l’archiduchesse Elisabeth d’Autriche, qui se rend à Mézières épouser le roi de France Charles IX et y prononce le discours d’usage. Les fils d'Andreas von Gail émigrent en Basse-Alsace dans les années 1610. Les fiefs de Mulhausen et Creutzfeld, l'ouest du village, sont confiés en 1720 à la famille de Gail par le prince-évêque de Strasbourg Armand-Gaston Ier de Rohan-Soubise. Au baron André-François, puis à son fils Jacques-André de Gail et d'Altdorf, ainsi qu'à leurs descendants mâles.
Les héritiers des Rothenbourg continuent d'administrer leur fief de Mulhausen, qui représente la partie Est du village, entre l'église, la rue principale et le chateau des Rothenbourg, au bord de la Rothbach. En 1749, le seigneur protestant de Mulhausen, Ludwig Wilhem de Rothenbourg meurt sans descendance mâle. Il lègue son fief à sa fille, la baronne Magdalena Frederica, qui s'est mariée à un baron Volz d'Altenau dont elle est veuve depuis 1731. Son fils, le jeune Franz-Christian Ludwig, lieutenant d'Armée, meurt en 1734 à l'âge de 22 ans. En vertu des dispositions particulières du droit local du comté (le pays de Hanau est à l'époque des rois de France une principauté autonome administrée par la famille de Hesse-Darmstadt), la baronne, dernière descendante des Rothenbourg de Mulhausen a toutefois la possibilité de transmettre son héritage à sa fille cadette Sophia Volz d'Altenau et son époux, Maximilien de Babenhausen. La baronne Sophia Volz d'Altenau meurt veuve en 1783, laissant son fils Charles Sigismond de Babenhausen, né en 1765 au château des Rothenburg de Mulhausen, seul réclamant de droit. Hélas encore, ces affaires de successions peuvent difficilement être menées à bien dans ces années 1780-1790, alors que l'instabilité politique et l'insécurité gagnent la région à cause de la tourmente révolutionnaire.
Le mythique et mystérieux château des Rothenburg, dit du « Schlossgarden », dont l'esprit des temps hante encore les terres qui longent la Rothbach au nord-est du village fut presque détruit dans les heures sinistres de la Révolution française, dont les effets parviennent donc jusqu'à Mulhausen. Les Babenhausen, malgré les actions diverses entreprises par leur oncle le baron de Gayling d'Altheim, tuteur des frères Louis et Charles de Bobenhausen, voient l'héritage des Rothenbourg détruit, démembré et vendu par les révolutionnaires.
En effet, épisode malheureux de l'Histoire du village, en 1793, des « paysans » menés par des brigands attaquent le château de Rothenbourg et le détruisent. Mobilier, pierres, poutres, tout est vendu, pillé à tel point qu'un château entier fut ainsi démembré. Selon Antoine Wathlé dans son ouvrage Mulhausen, la terrifiante annihilation du château des Rothenburg n'est pas exactement à mettre sur le compte des habitants, mais plutôt sur le compte de la municipalité de l'époque, échue à des révolutionnaires opportunistes locaux et plus ou moins autoproclamés, qui « dénoncent Charles Sigismond comme émigré » en 1792, et autorisent sans doute implicitement le début du pillage. En outre, le Pr. Wathlé nous rapporte une intéressante chronologie p. 48, où l'on comprend que le démantèlement des biens s'est fait peu à peu, au gré du degré d'anarchie ou de calme, puis du fait également de la mort du malheureux héritier Rothenburg en 1792, laissant les biens sans autorité et sans possibilité d'être défendus. C'est dans ces tristes circonstances que le légendaire château des Rothenburg disparaît en quelques années, pierre par pierre, emporté par la nécessité compréhensible des uns et l'avidité sans scrupules des autres, délestant le petit village de l'un de ses plus beaux joyaux d'architecture et d'identité. Le baron François-Louis de Gail, officier du régiment d'Alsace et chevalier de Saint-Georges, sera le dernier seigneur épiscopal de Mulhausen.
S'ensuit globalement une ère de tranquillité et de paix sociale. L'épopée des cuirassiers de Reichshoffen ne laisse que peu de traces dans le village pas plus que la Première Guerre mondiale. Les années fastes étaient coupées par des périodes plus noires, mais le village, essentiellement habité par des paysans paisibles, parvint à l'aube de la Seconde Guerre mondiale sans perdre son intégrité.

### L'occupation allemande
Pendant l'occupation allemande, ou l'Alsace Moselle est annexée de fait par le IIIe Reich, le village se peuple temporairement. Des familles de sinistrés allemands viennent s'installer dans les maisons inoccupées. Très vite les enfants alsaciens sont initiés à la propagande allemande. 
Le "Kindergarten" (3 à 6 ans) est installé dans la maison de Moïse Lazare, un israélite déporté par les nazis. À l'école primaire, les enfants sont obligés de faire le salut hitlérien et l'enseignement est particulièrement dur. Le "Gauleiter" s'attaque aussi à la pratique de la religion. Ainsi, les réunions du parti (présence contrôlée) ont toujours lieu à l'heure du culte. L'ordre de décrocher les cloches de toutes les églises n'est jamais exécuté à Mulhausen. Lorsque le "Kreisleiter" confisque tous les postes de T.S.F., certains villageois qui ont appris que ces postes devaient être transportés en Allemagne, pénètrent de nuit dans la salle d'école où ils sont entreposés, les reprennent et les cachent chez eux. Le 2 septembre 1944, l'ordre de fermer toutes les écoles d'Alsace est donné. 
Ce n'est qu'en novembre que les premiers militaires alliés passent dans le village. Les Allemands mènent une longue contre-offensive et pendant plusieurs semaines, le front est très proche. L'évacuation de Mulhausen est rendue impossible par de fortes chutes de neige. Ainsi, les villageois ont habité pendant huit semaines dans les caves transformées en abris. Les jeunes hommes qui ne sont pas partis à l'armée tuent le bétail et distribuent la viande à l'armée. Le 15 mars 1945, Mulhausen est finalement libérée. 
Dans la nuit du 14 au 15, les Américains ont lancé une offensive décisive pour reconquérir la ligne de la Moder. Hélas, les bombardements des Alliés sont terribles pour Mulhausen, occupée par quelques soldats allemands déterminés. La petite commune est rudement affectée et elle perd à nouveau une grande partie de son patrimoine bâti ancien. Les dommages sont évalués à 45 % de taux de destruction. L'église protestante est pratiquement détruite. Il ne reste aujourd'hui que le chœur qui est classé monument historique. De même, la vieille chapelle catholique se trouvant sur le domaine de Gail est fortement endommagée par l'aviation alliée. 
L'école communale aussi est très endommagée et la maison de Gail, réquisitionnée et occupée par les soldats de la Wehrmacht pendant le conflit, a ensuite servi à abriter les salles de classe jusqu'en 1948. Cette année-là, on a construit un baraquement pour deux salles de classe et pour le logement de l'instituteur. De 1946 à 1952, pas moins de 13 instituteurs se succèdent dans le village tant les conditions de vie y étaient difficiles.
Village du pays de Hanau, l'activité à Mulhausen est traditionnellement caractérisée par l'agriculture. Par un passé fort lointain et jusqu'à la Seconde Guerre mondiale, on y cultive massivement les arbres fruitiers, la vigne, le houblon pour en tirer des alcools et breuvages familiaux divers. Aujourd'hui, si l'activité agricole s'est largement réduite en termes d'exploitations (modernisation d'après-guerre, fin du modèle de la petite exploitation familiale), des éleveurs et des cultivateurs sont toujours présents dans le village.

## Politique et administration

### Budget et fiscalité 2022

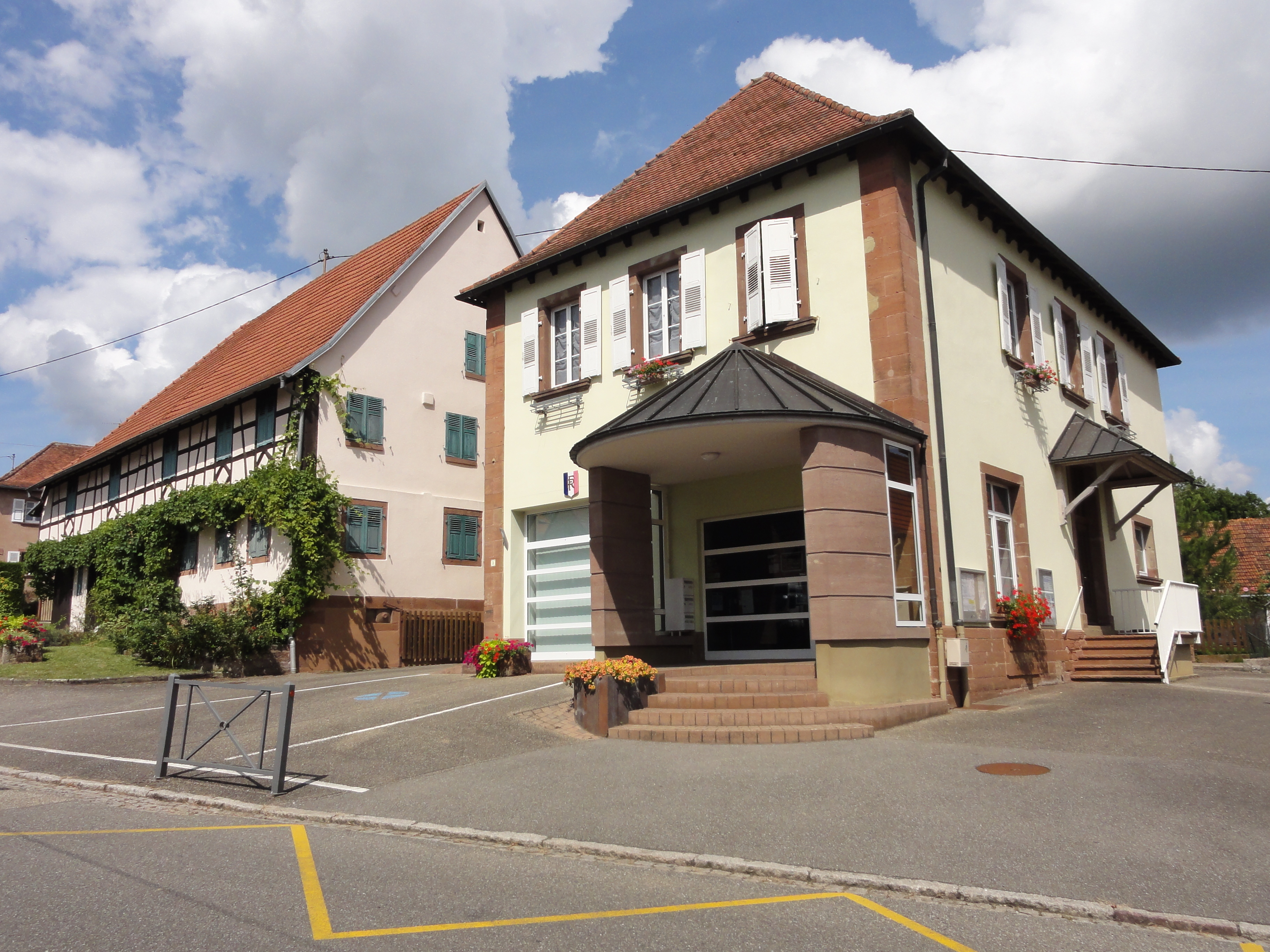
La mairie.

En 2022, le budget de la commune était constitué ainsi :
- total des produits de fonctionnement : 224 000 €, soit 478 € par habitant ;
- total des charges de fonctionnement : 178 000 €, soit 380 € par habitant ;
- total des ressources d'investissement : 65 000 €, soit 139 € par habitant ;
- total des emplois d'investissement : 14 000 €, soit 30 € par habitant ;
- endettement : 102 000 €, soit 219 € par habitant.

Avec les taux de fiscalité suivants :
- taxe d'habitation : 14,76 % ;
- taxe foncière sur les propriétés bâties : 30,03 % ;
- taxe foncière sur les propriétés non bâties : 108,88 % ;
- taxe additionnelle à la taxe foncière sur les propriétés non bâties : 0,00 % ;
- cotisation foncière des entreprises : 0,00 %.

Chiffres clés Revenus et pauvreté des ménages en 2020 : médiane en 2020 du revenu disponible, par unité de consommation : 23 380 €.

## Population et société

### Démographie
L'évolution du nombre d'habitants est connue à travers les recensements de la population effectués dans la commune depuis 1793. Pour les communes de moins de 10 000 habitants, une enquête de recensement portant sur toute la population est réalisée tous les cinq ans, les populations de référence des années intermédiaires étant quant à elles estimées par interpolation ou extrapolation. Pour la commune, le premier recensement exhaustif entrant dans le cadre du nouveau dispositif a été réalisé en 2005.

En 2022, la commune comptait 440 habitants, en évolution de −8,33 % par rapport à 2016 (Bas-Rhin : +3,17 %, France hors Mayotte : +2,11 %).
| 1793 | 1800 | 1806 | 1821 | 1831 | 1836 | 1841 | 1846 | 1851 |
| ---- | ---- | ---- | ---- | ---- | ---- | ---- | ---- | ---- |
| 539  | 471  | 476  | 651  | 685  | 740  | 701  | 724  | 710  |

| 1856 | 1861 | 1866 | 1871 | 1875 | 1880 | 1885 | 1890 | 1895 |
| ---- | ---- | ---- | ---- | ---- | ---- | ---- | ---- | ---- |
| 687  | 703  | 686  | 670  | 628  | 614  | 598  | 602  | 597  |

| 1900 | 1905 | 1910 | 1921 | 1926 | 1931 | 1936 | 1946 | 1954 |
| ---- | ---- | ---- | ---- | ---- | ---- | ---- | ---- | ---- |
| 600  | 574  | 530  | 490  | 470  | 458  | 436  | 392  | 384  |

| 1962 | 1968 | 1975 | 1982 | 1990 | 1999 | 2005 | 2006 | 2010 |
| ---- | ---- | ---- | ---- | ---- | ---- | ---- | ---- | ---- |
| 390  | 394  | 401  | 352  | 372  | 376  | 410  | 411  | 460  |

| 2015 | 2020 | 2022 | - | - | - | - | - | - |
| ---- | ---- | ---- | - | - | - | - | - | - |
| 471  | 450  | 440  | - | - | - | - | - | - |

### Enseignement
Établissements d'enseignements :
- École maternelle et primaire.
- Collèges à Val-de-Moder, Ingwillern, Bouxwiller, Reichshoffen, Niederbronn-les-Bains.
- Lycées à Bouxwiller, Éguelshardt, Walbourg, Haguenau.

### Santé
Professionnels et établissements de santé :
- Médecins à Offwiller, Zinswiller, Ingwiller, Pfaffenhoffen.
- Pharmacies à Ingwiller, La Walck, Pfaffenhoffen, Oberbronn, Gundershoffen.
- Hôpitaux à Ingwiller, Niederbronn-les-Bains, Goersdorf, Haguenau.

### Évènementiels
- Messti, depuis les années 1970 : cette fête dure trois jours le troisième weekend du mois de septembre[30].

### Cultes
- Culte protestant[31].
- Culte catholique, Communauté de paroisses Val-de-Moder[32], Diocèse de Strasbourg.

## Économie

### Entreprises et commerces

#### Agriculture
- Culture de céréales, de légumineuses et de graines oléagineuses.
- Culture et élevage associés.
- Élevage d'autres bovins et de buffles.
- Élevage de vaches laitières.
- Élevage de porcins
- Élevage d'autres animaux.

#### Tourisme
- Hébergements et restauration à Bischholtz, Uhrwiller, Schillersdorf, Obermodern.

#### Commerces
- Commerces et services de proximité.

## Culture locale et patrimoine

### Lieux et monuments
- Trois piliers  en grès marquant l'entrée de l'ancien château.
- Monument funéraire de Wolff Caspar Blicker von Rothenburg

Seigneur de Mulhausen, décédé en 1609, et de son épouse Anna née Wöllwart, décédée en 1600,.
- L'église paroissiale Sainte-Brigitte (?), église protestante[35].

Peintures monumentales.
Chaire pastorale.
Mobilier.
- Maison de Gail (XVIIIe siècle) : chapelle sainte-Philomène[39]
- Ancienne Synagogue de 1865[40],[41].
- Fontaine, consacrée à la concorde en 1844.

### Galerie

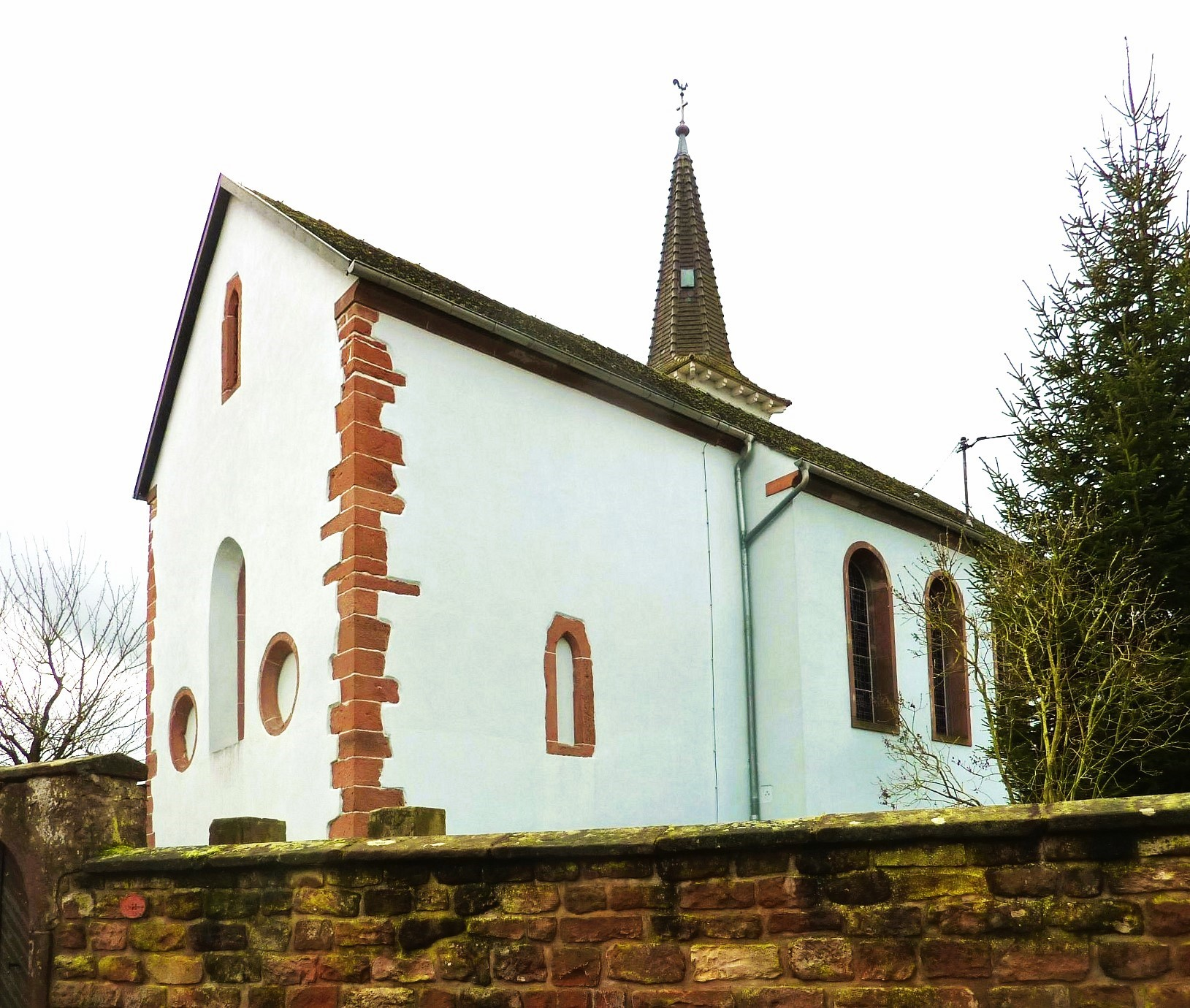
L'église protestante.
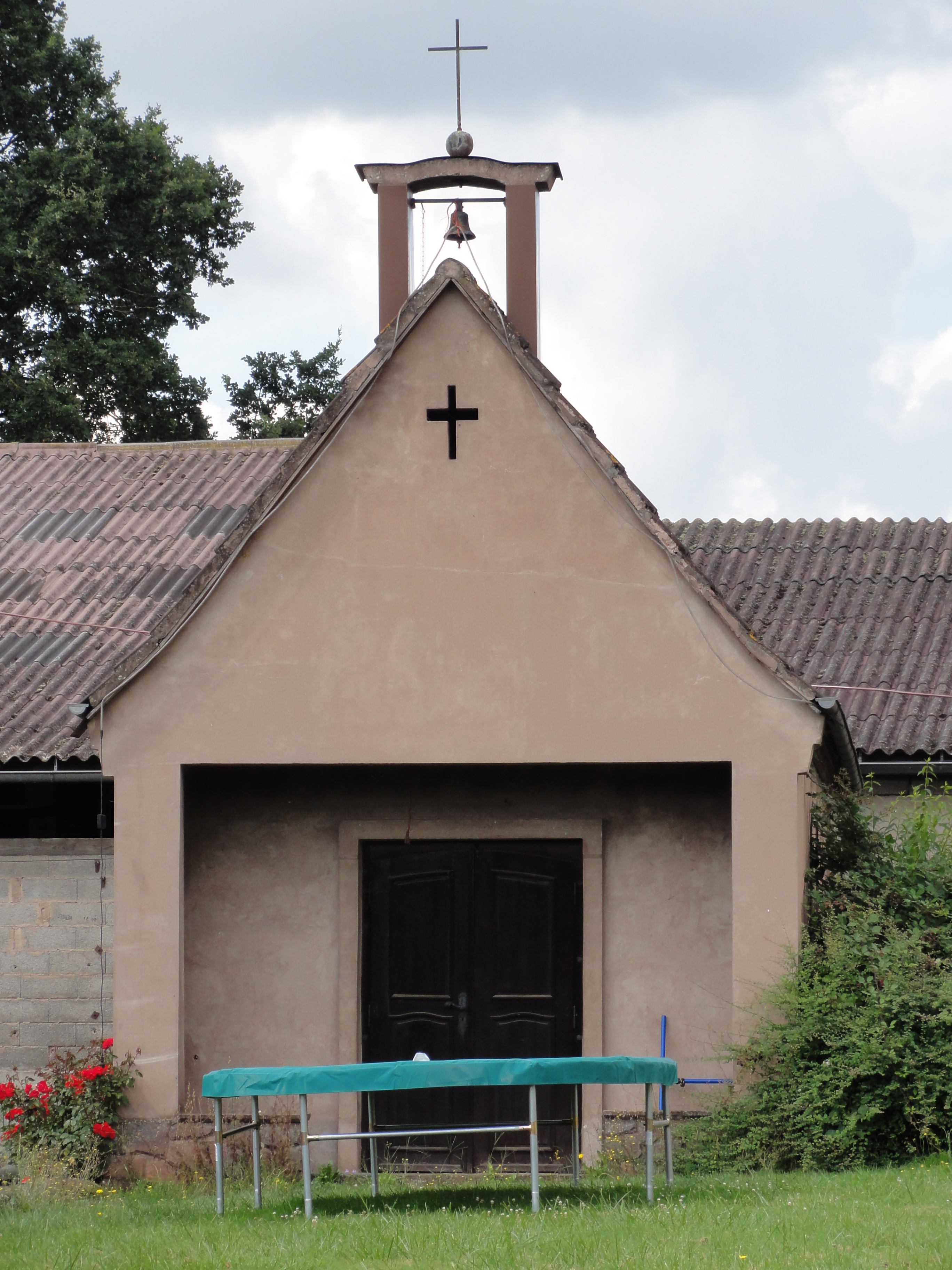
La maison de Gail : chapelle sainte-Philomène.
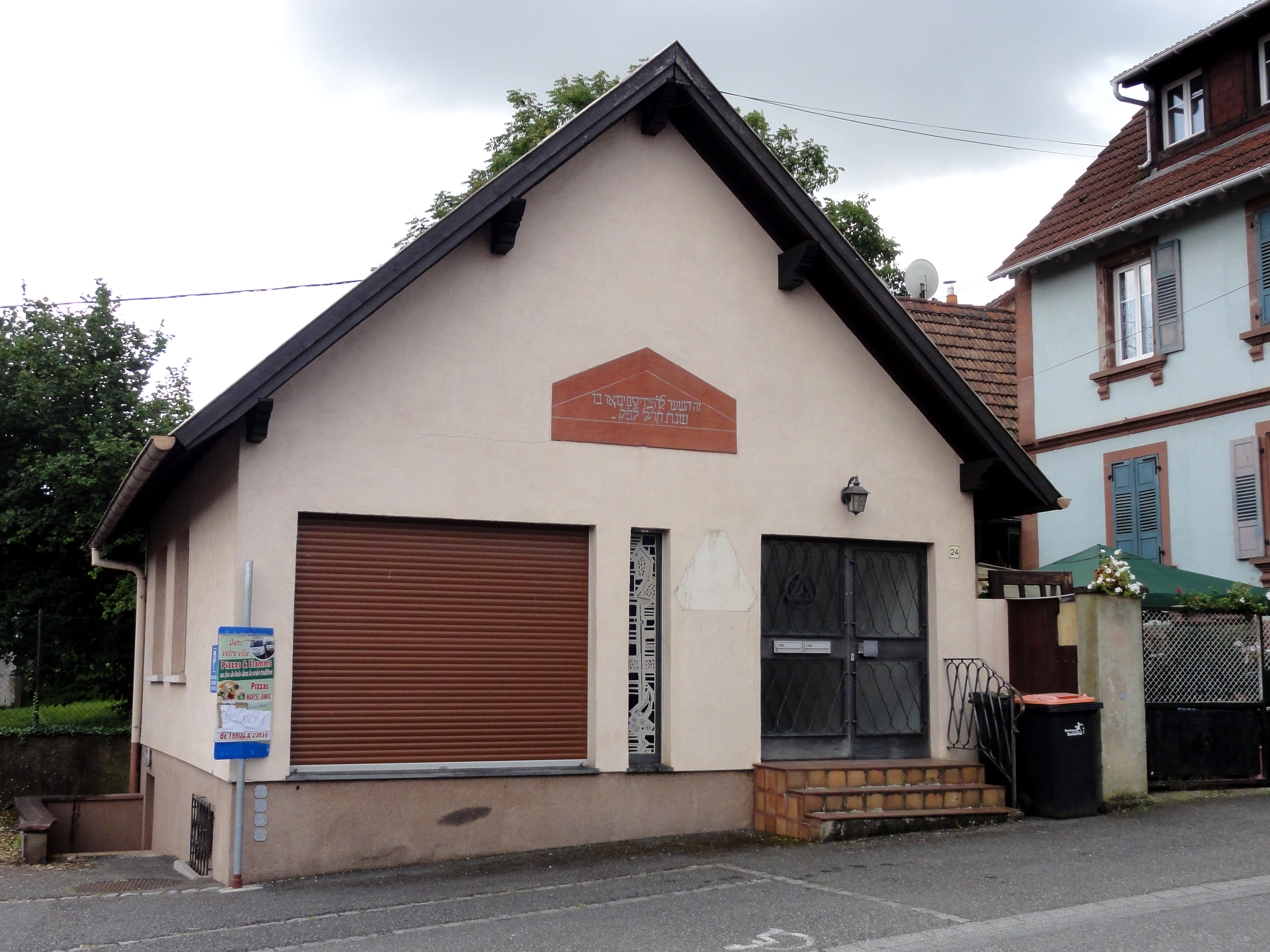
La synagogue (XXe).
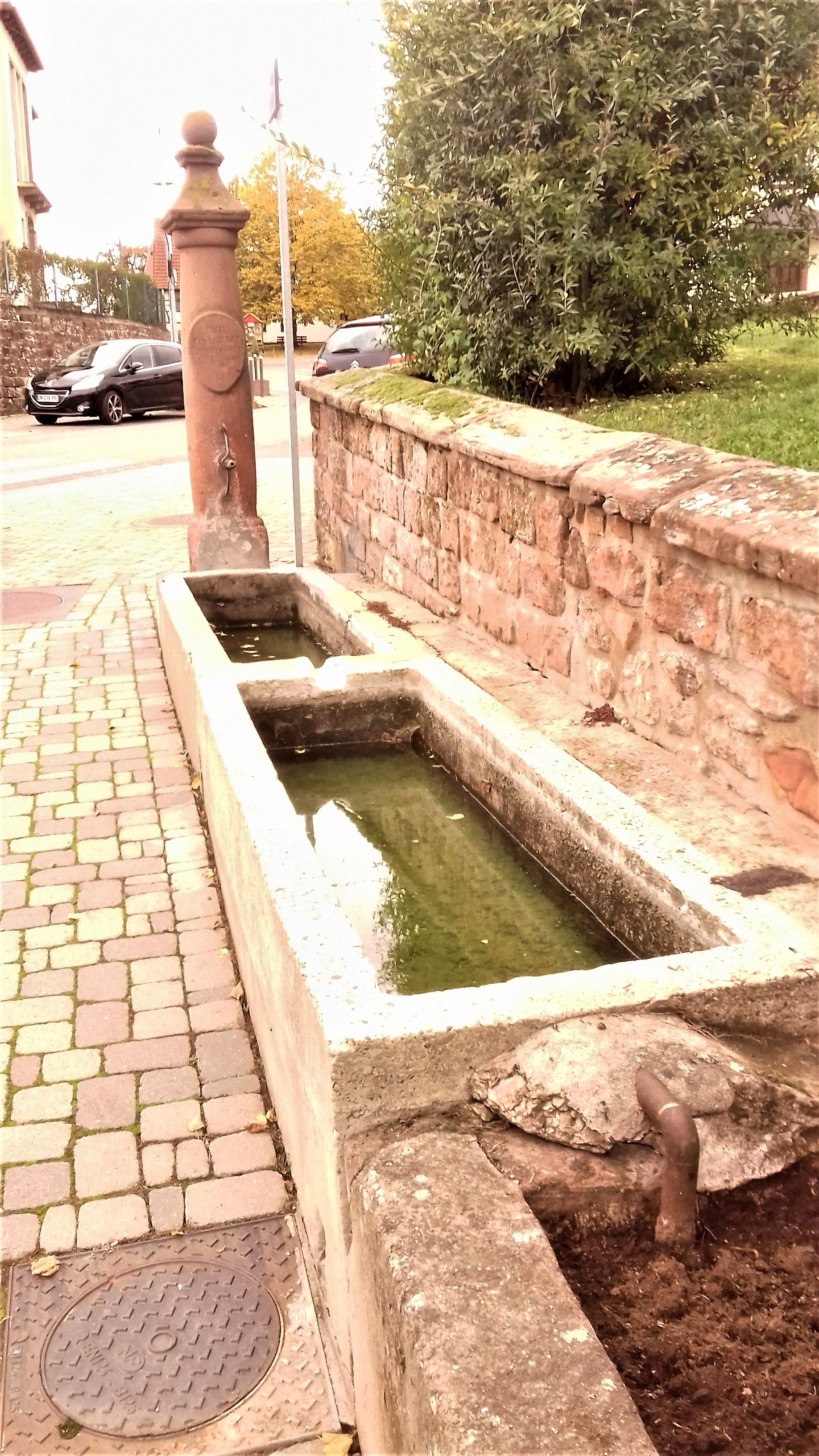
Une fontaine.
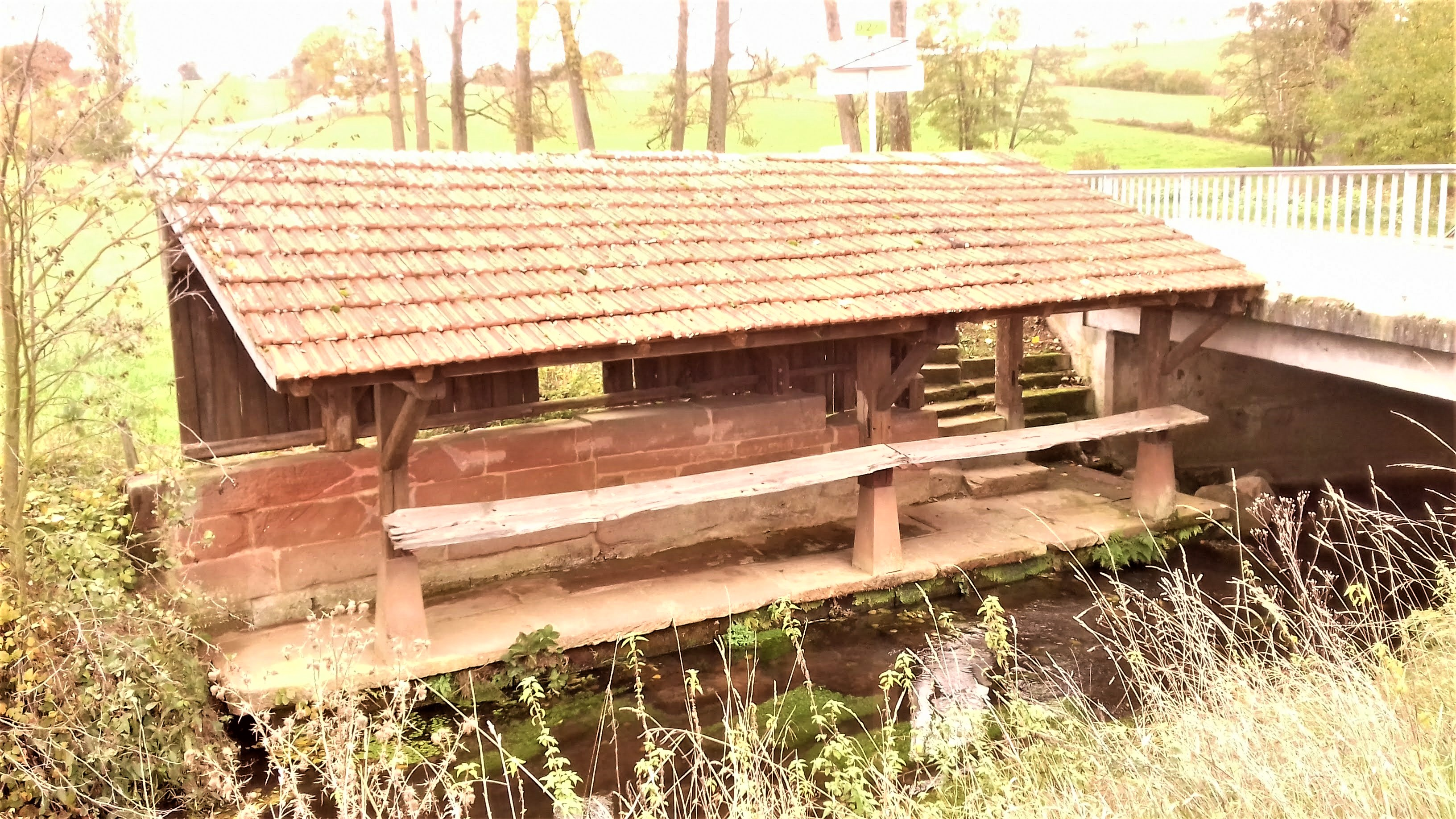
L'ancien lavoir.
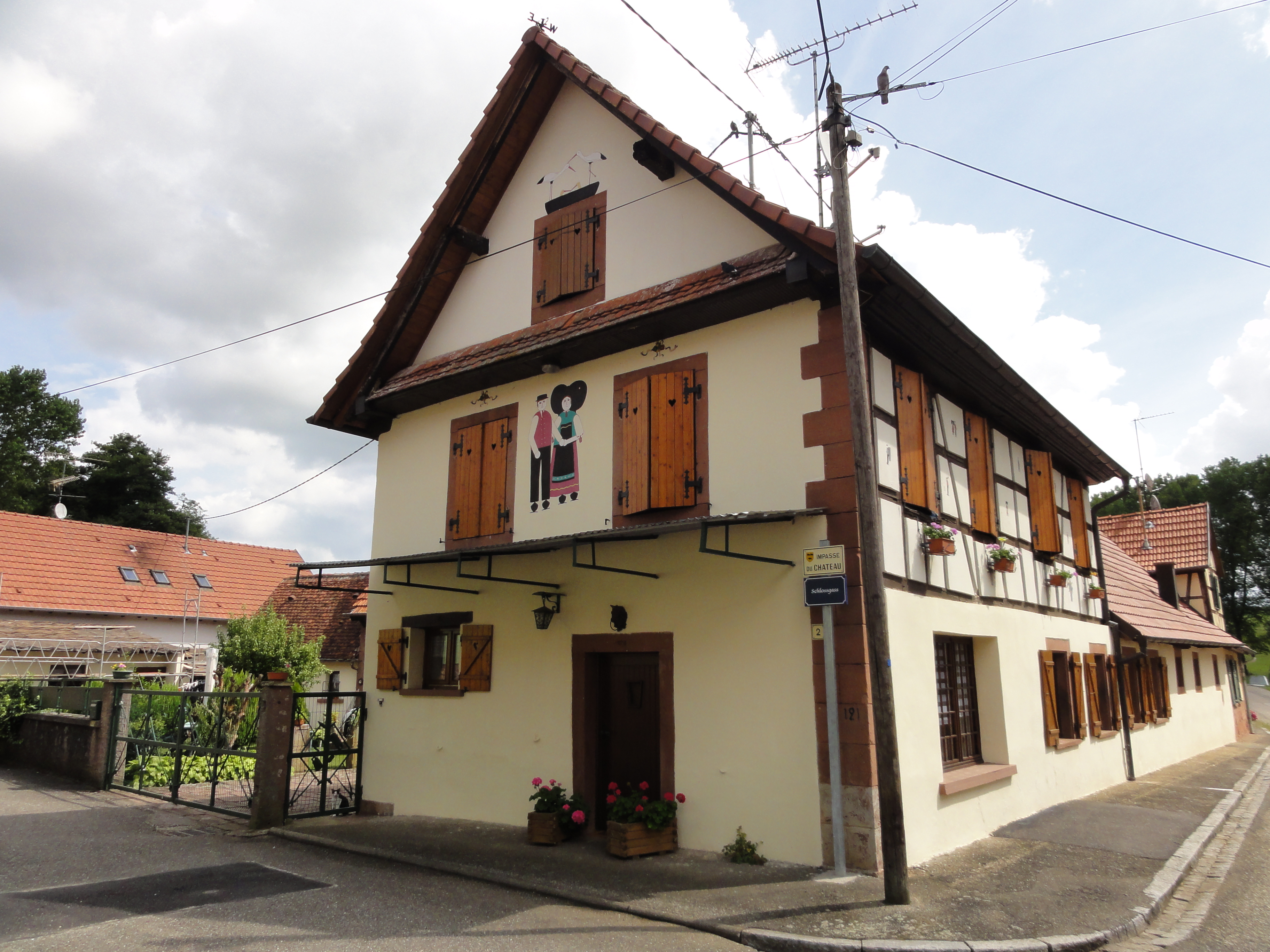
Ancienne ferme de maréchal-ferrant (1870)[42].
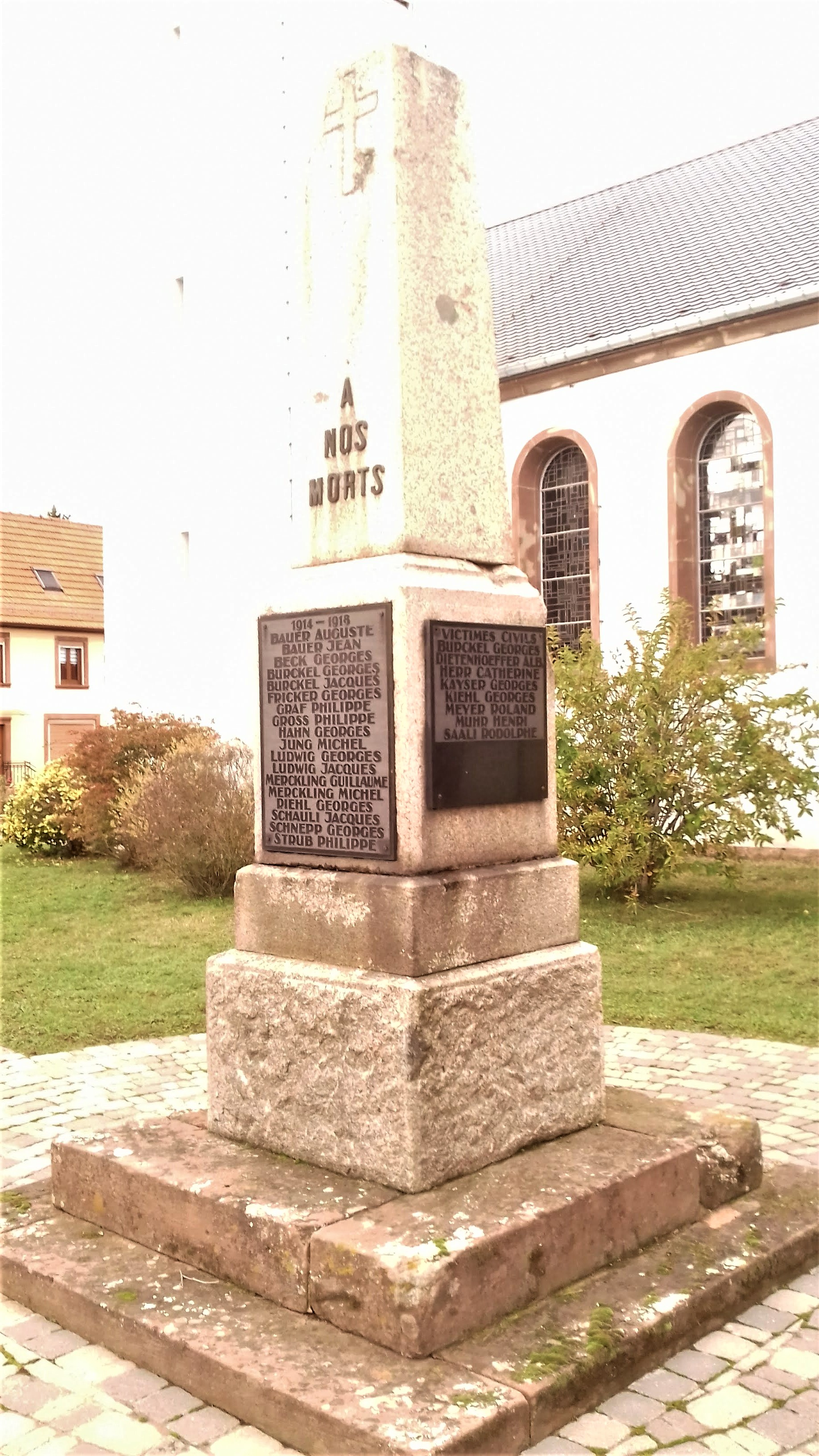
Le monument aux morts.

### Héraldique
| Blason de Mulhausen | Blason  | D'or aux trois sangliers de sable, allumés et défendus d'argent. |
| Blason de Mulhausen | Détails |                                                                  |

### Personnalités liées à la commune
- Guy Nunige, champion de France du 1 500 mètres en demi-fond (athlétisme).
- Henri Willem, a battu les records d'Alsace du 100 mètres et du 200 mètres à la fin des années 1970[réf. nécessaire].